# Vruchtboomvouwmot
De vruchtboomvouwmot (Phyllonorycter corylifoliella) is een vlinder uit de familie van de mineermotten (Gracillariidae). De wetenschappelijke naam werd gepubliceerd in 1796 door Jacob Hübner.

## Kenmerken
De vlinder heeft een spanwijdte van 8-9 mm. De voorvleugels zijn overwegend lichtbruin van kleur. Ze hebben een patroon dat kenmerkend is voor de soort. Een witte rand loopt van de basis naar het midden van de vleugel. Ongeveer halverwege de voorvleugels zit een witte bies aan de voor- en binnenrand. In de apicale helft is er een donkerbruin gekleurd gebied. De achtervleugels zijn beige gekleurd.

## Levenswijze
De soort vormt twee generaties per jaar en overwintert als pop. De motten worden vooral waargenomen in de maanden mei, juli en augustus. De rupstijden zijn in juli en in september en oktober. De rupsen mijnen de bladeren van de waardplanten. De zilverkleurige bladmijnen bevinden zich in de epidermis op het bovenoppervlak van het blad, meestal gecentreerd op de hoofdnerf of op een grote langsnerf van het blad. De mijn bestaat uit een buiten- en een binnengebied. De rups zit aanvankelijk in het binnenste deel van de mijn. In een laat stadium van ontwikkeling verlaat de rups de binnenmijn en eet zijn "dak" op. De verpopping vindt plaats in een cocon in de mijn.

## Voorkomen
De soort is wijdverbreid in Europa. Hun voorkomen varieert van Fennoscandinavië en de Britse Eilanden in het noorden tot de Middellandse Zee en het Midden-Oosten.

## Waardplanten
Het komt voor op de volgende waardplanten :
- Amelanchier lamarckii (Amerikaans krentenboompje)
- Amelanchier ovalis (Europees krentenboompje)
- Betula pendula (Ruwe berk)
- Betula pubescens (Zachte berk)
- Chaenomeles japonica (Japanse sierkwee)
- Cotoneaster nebrodensis (Viltige dwergmispel)
- Crataegus azarolus (Azarooldoorn)
- Crataegus laevigata (Tweestijlige meidoorn)
- Crataegus monogyna (Eenstijlige meidoorn)
- Cydonia oblonga (Kweepeer)
- Hippophae rhamnoides (Duindoorn)
- Malus domestica (Appel)
- Malus sylvestris (Wilde appel)
- Mespilus germanica (Mispel)
- Prunus avium (Zoete kers)
- Pyrus communis (Peer)
- Pyrus spinosa
- Sorbus aria (Meelbes)
- Sorbus aucuparia (Wilde lijsterbes)
- Sorbus domestica (Peervormige lijsterbes)
- Sorbus graeca
- Sorbus torminalis (Elsbes)
- Spiraea